# Archie Madekwe
Archie Madekwe, né le 10 février 1995 à Lambeth (Angleterre), est un acteur britannique.
Il est principalement connu pour ses rôles de Kofun Voss dans la série Apple TV+ See (2019-2022), de Simon dans le film d'horreur Midsommar (2019), celui de Jann Mardenborough dans le film Gran Turismo (2023) et celui de Farleigh Start dans Saltburn (2023)

## Biographie

### Enfance et formation
Archie Madekwe naît dans le sud de Londres. Ses parents divorcent alors qu'il est encore jeune. À 14 ans, il commence des études de théâtre à la BRIT School. Plus tard, il rejoint également le National Youth Theatre. Il poursuit ses études à la London Academy of Music and Dramatic Art (LAMDA) qu'il quitte lorsqu'il est participe au casting de La Chèvre, ou Qui est Sylvia ? (The Goat, or Who Is Sylvia?) d'Edward Albee sur le West End avec notamment Damian Lewis et Sophie Okonedo. L'actrice Ashley Madekwe est une de ses cousines.

### Carrière
Archie Madekwe fait ses débuts à la télévision en 2014 avec une apparition dans un épisode du drame médical de la BBC Casualty. Il joue ensuite Luca dans deux épisodes de la comédie dramatique Fresh Meat de Channel 4 en 2016.
En 2017, Madekwe fait ses débuts à West End dans La Chèvre, ou Qui est Sylvia ? (The Goat, or Who Is Sylvia?) au Theatre Royal Haymarket aux côtés de Damian Lewis et Sophie Okonedo. Il décroche son premier rôle au cinéma en tant que Luke dans Teen Spirit après que le directeur de casting l'ait vu dans la pièce. La même année, il apparait également dans la sitcom Hang Ups (en) de Channel 4.
En 2019, Madekwe commence à jouer dans la série de science-fiction Apple TV+ See dans le rôle de Kofun. Il joue Courfeyrac dans l'adaptation BBC One des Misérables (en) et tient le rôle de Simon dans le film d'horreur folk A24 Midsommar d'Ari Aster. En 2021, il apparait dans le film Voyagers aux côtés de Colin Farrell et Lily-Rose Depp et exprime Sedgwick dans l'épisode « Ice », gagnant d'un Emmy de la série d'anthologies animées Netflix Love, Death & Robots.
Madekwe tient le rôle principal du film sportif Gran Turismo réalisé par Neill Blomkamp aux côtés de David Harbour, Orlando Bloom et Geri Halliwell. Le film remporte un joli succès au box-office. Il aura également un rôle dans Heart of Stone pour Netflix et Saltburn d'Emerald Fennell.

## Filmographie

### Cinéma
- 2018 : Teen Spirit : Luc
- 2019 : Midsommar : Simon
- 2021 : Voyagers : Kaï
- 2023 : Gran Turismo : Jann Mardenborough
- 2023 : Agent Stone : Ivo
- 2023 : Saltburn : Farleigh Start

### Télévision
- 2014 : Casualty : Benjamin Mason (épisode To Yourself Be True)
- 2016 : Fresh Meat : Lucas (2 épisodes)
- 2018 : Hang Ups (en)  : Jackson Bailey (3 épisodes)
- 2018 : Informer (en)  : Eddy (épisode The Masterplan)
- 2019 : Les Misérables (en) : Courfeyrac (3 épisodes)
- 2019-2022 : See  : Kofun (rôle principal)
- 2020 : Unprecedented (en)  : Louis (1 épisode)
- 2021 : Love, Death and Robots : Sedgwick (voix, épisode Ice)